# Chauffailles
Chauffailles is een gemeente (commune) in het Franse departement Saône-et-Loire. De gemeente had op 1 januari 2022 3.656 inwoners, een aantal dat is afgenomen door de ontvolking van het Franse platteland. Het dorp ligt op 13 kilometer afstand van het grotere La Clayette, 80 km van de metropool Lyon en op 390 kilometer afstand van de hoofdstad Parijs. In het dorp bevinden zich een kasteel en een automuseum met klassiekers, een weverijmuseum en een gemeentecamping.

## Geografie
De oppervlakte van Chauffailles bedroeg op 1 januari 2022 22,63 vierkante kilometer; de bevolkingsdichtheid was toen 161,6 inwoners per km².

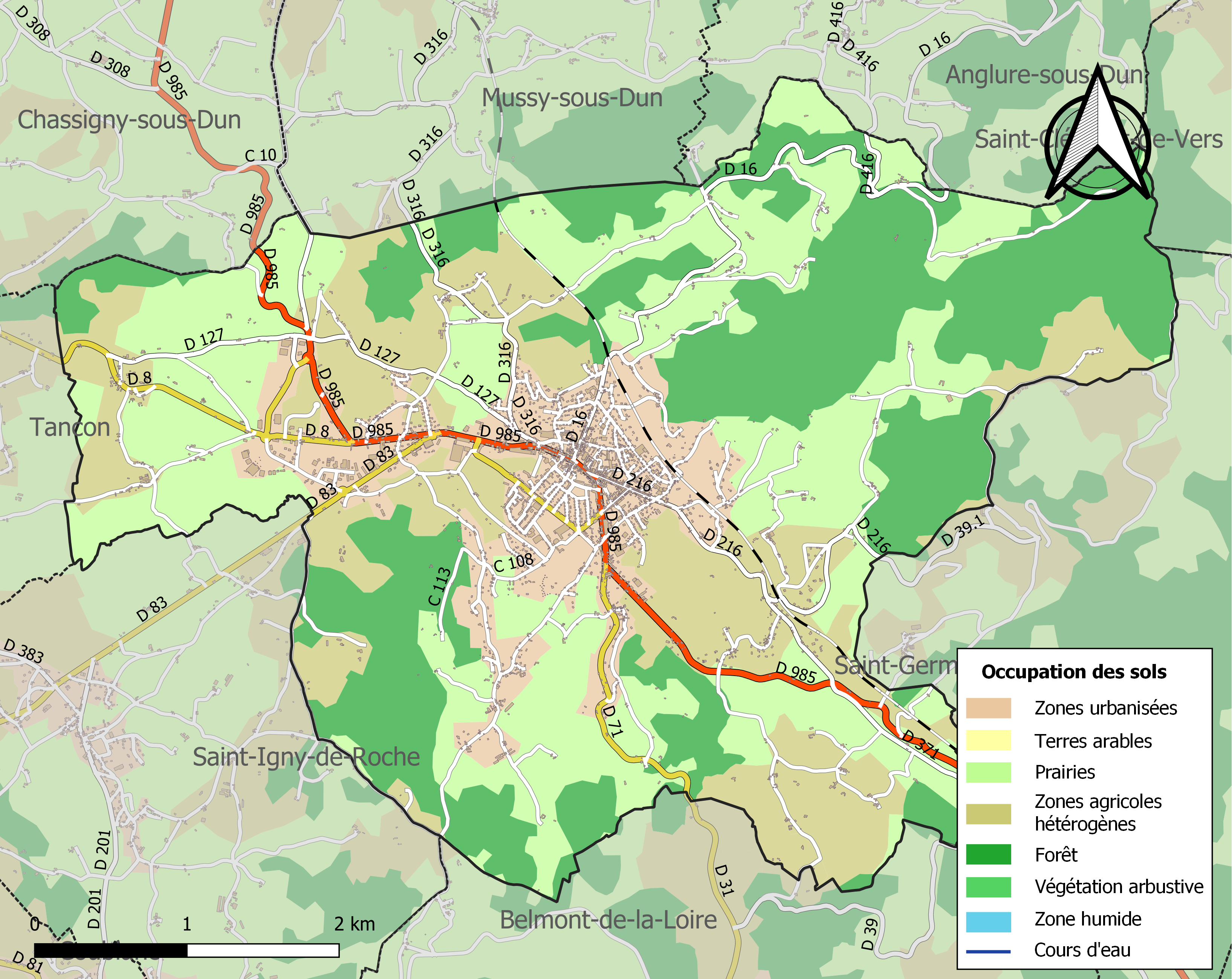
Kaart van de gemeente met de belangrijkste infrastructuur, bodemgebruik en omliggende gemeenten

## Demografie
Onderstaande figuur toont het verloop van het inwonertal (bron: INSEE-tellingen).